# 박정음
박정음(朴正音, 1989년 4월 15일 ~ )은 전 KBO 리그 키움 히어로즈의 외야수이자, 현 KBO 리그 키움 히어로즈의 작전/주루코치이다.

## 선수 시절

### 넥센 히어로즈시절
2012년에 입단하였다.

### 상무 야구단시절
2014년에 제대하였다.

### 넥센 히어로즈복귀 &키움 히어로즈시절
2016년 시즌 시범 경기에서 폴대를 맞춰 팀 내 처음으로 고척스카이돔에서 홈런을 기록했다.
2016년 4월 1일 롯데전에서 데뷔 첫 1군 경기에 출전했고, 5월 8일 KIA전에서 임기준을 상대로 데뷔 첫 끝내기 안타를 쳐 냈다. 2016년 7월 3일 KIA전에서 한기주를 상대로 끝내기 안타를 쳐 냈다. 7월 14일 kt전에서 데뷔 첫 홈런을 쳐 냈다. 시즌 초반에는 눈에 띄는 활약은 없었으나, 전반기 막판에는 호수비를 많이 했다. 2016년 9월 2일, 주루 플레이 중 발가락 부상을 당해 시즌 아웃이 됐다. 그는 이미 발가락에 실금이 가 있는 상태에서 경기에 출전하고 있던 상태였다.2016년 시즌 98경기에 출전해 3할대 타율, 16도루를 기록했다. 2017년 ~ 2018년 시즌에 각각 2할대 타율, 1할 미만의 타율로 부진했다. 2019년에는 임병욱의 부진 및 부상, 김규민의 부상으로 기회를 잡았다.

## 야구선수 은퇴 후
2022년부터 고양 히어로즈의 작전/주루코치로 활동했다.

## 별명
- 북한 사람과 닮아 북한 사람을 뜻하는 '인민'과 그의 이름을 합친 '인민정음'이라고 불린다.
- 간절한 마음으로 경기에 임해 '간절음'이라고 불린다.

## 출신 학교
- 전주금평초등학교
- 전라중학교
- 전주고등학교
- 성균관대학교

## 통산 기록
| 연도 | 팀명  | 타율  | 경기 | 타수 | 득점 | 안타 | 2루타 | 3루타 | 홈런 | 루타 | 타점 | 도루 | 도실 | 볼넷 | 사구 | 삼진 | 병살 | 실책 |
| ---- | ----- | ----- | ---- | ---- | ---- | ---- | ----- | ----- | ---- | ---- | ---- | ---- | ---- | ---- | ---- | ---- | ---- | ---- |
| 2016 | 넥센  | 0.309 | 98   | 223  | 45   | 69   | 5     | 3     | 4    | 92   | 26   | 16   | 9    | 30   | 3    | 52   | 5    | 3    |
| 2017 | 넥센  | 0.243 | 81   | 140  | 26   | 34   | 4     | 1     | 2    | 46   | 15   | 3    | 4    | 9    | 8    | 39   | 0    | 3    |
| 2018 | 넥센  | 0.063 | 16   | 16   | 1    | 1    | 0     | 0     | 1    | 4    | 1    | 0    | 0    | 0    | 1    | 4    | 0    | 0    |
| 2019 | 키움  | 0.197 | 60   | 71   | 13   | 14   | 2     | 1     | 0    | 18   | 7    | 6    | 5    | 11   | 5    | 31   | 1    | 0    |
| 2020 | 키움  | 0.186 | 86   | 43   | 20   | 8    | 0     | 1     | 0    | 10   | 2    | 9    | 1    | 2    | 2    | 14   | 0    | 0    |
| 2021 | 키움  | 0.000 | 70   | 14   | 19   | 0    | 0     | 0     | 0    | 0    | 1    | 4    | 2    | 2    | 1    | 3    | 1    | 0    |
| 통산 | 6시즌 | 0.249 | 411  | 507  | 124  | 126  | 11    | 6     | 7    | 170  | 52   | 38   | 21   | 54   | 20   | 143  | 7    | 6    |